# Número trigonométrico
En matemáticas, un número trigonométrico: ch. 5  es un número irracional obtenido al calcular el seno o el coseno de un múltiplo racional de un círculo completo, o de manera equivalente, el seno o coseno de un ángulo que en radianes es un múltiplo racional de π, o el seno o coseno de un número racional de grados. Uno de los ejemplos más simples es {\displaystyle \cos {\frac {\pi }{4}}={\frac {\sqrt {2}}{2}}.}
Un número real diferente de 0, 1, –1, 12, –12 es un número trigonométrico si y solo si es la parte real número complejo de una raíz de la unidad (véase el teorema de Niven). Por tanto, cada número trigonométrico es la mitad de la suma de dos raíces unitarias conjugadas complejas. Esto implica que un número trigonométrico es un número algebraico, y el doble de un número trigonométrico es un número entero algebraico.
Ivan Niven dio pruebas de teoremas relacionadas con estos números.: ch. 3  Li Zhou y Lubomir Markov mejoraron y simplificaron recientemente las demostraciones de Niven.
Cualquier número trigonométrico se puede expresar en términos de radicales. Aquellos que se pueden expresar en términos de raíces cuadradas están bien caracterizados (véase constantes trigonométricas expresadas en radicales reales). Para expresar los otros en términos de radicales, se requieren raíces n-simas de números complejos no reales, con n > 2.
Una prueba elemental de que todo número trigonométrico es un número algebraico es la siguiente:: pp. 29–30  se comienza con el enunciado de la fórmula de De Moivre para el caso de {\displaystyle \theta =2\pi k/n} para k y n coprimos:
{\displaystyle (\cos \theta +i\operatorname {sen} \theta )^{n}=1.}
Expandiendo el lado izquierdo de la ecuación y equiparando las partes reales se obtiene una ecuación en {\displaystyle \cos \theta } y {\displaystyle \operatorname {sen} ^{2}\theta ;} sustituyendo {\displaystyle \operatorname {sen} ^{2}\theta =1-\cos ^{2}\theta } da una ecuación polinomial que tiene {\displaystyle \cos \theta } como solución, por definición, este último es un número algebraico. También {\displaystyle \operatorname {sen} \theta } es algebraico ya que es igual al número algebraico {\displaystyle \cos(\theta -\pi /2).} Finalmente, {\displaystyle \tan \theta ,} donde de nuevo {\displaystyle \theta } es un múltiplo racional de π, es algebraico como la razón de dos números algebraicos. De una manera más elemental, esto también se puede ver equiparando las partes imaginarias de los dos lados de la expansión de la ecuación de Moivre entre sí y dividiendo por {\displaystyle \cos ^{n}\theta } para obtener una ecuación polinomial en {\displaystyle \tan \theta .}